# Данвил (Кентаки)
Данвил (енгл. Danville) град је у америчкој савезној држави Кентаки.

## Демографија
По попису из 2010. године број становника је 16.218, што је 741 (4,8%) становника више него 2000. године.
| Група             | 2000.          | 2010.          |
| Белци             | 12.834 (82,9%) | 13.208 (81,4%) |
| Афроамериканци    | 2.015 (13,0%)  | 1.771 (10,9%)  |
| Азијати           | 128 (0,8%)     | 163 (1,0%)     |
| Хиспаноамериканци | 229 (1,5%)     | 635 (3,9%)     |
| Укупно            | 15.477         | 16.218         |